# プリンス・オブ・ザ・パヴァティ・ライン
『プリンス・オブ・ザ・パヴァティ・ライン』（Prince of the Poverty Line）は、イギリスのヘヴィメタル・バンド、スカイクラッドが1994年に発表した4作目のスタジオ・アルバム。

## 解説
新ヴァイオリニストのキャス・ハウエルを迎えた体制で制作されたが、結果的にハウエルは本作限りで脱退した。本作の歌詞は、マーガレット・サッチャー政権後のイギリスの社会問題（政治的腐敗、ホームレス、飢餓など）に言及した内容とみなされている。
Eduardo Rivadaviaはオールミュージックにおいて5点満点中4点を付け「もはや疑問を感じるアレンジや不格好な展開（彼らの初期の作品でしばしば見られた）は無くなっている」「簡単に言えば、スカイクラッドの最高傑作の一つ」と評している。また、Dom Lawsonは2017年にスカイクラッドの初期5作が再発された際、初期3作に10点満点中8点を付けたのに対し、本作および次作『ザ・サイレント・ホエールズ・オブ・ルナ・シー』には10点満点中9点を付け、これら2作を「紛うことなき逸品」と評している。

## 収録曲
特記なき楽曲は作詞：マーティン・ウォルキーア／作曲：スティーヴ・ラムゼイ。
1. シヴィル・ウォー・ダンス - Civil War Dance – 5:03
2. カードボード・シティ - Cardboard City – 5:05
3. シンズ・オブ・エミッション - Sins of Emission – 3:33
4. ランド・オブ・ザ・ライジング・スラム - Land of the Rising Slum – 4:28
5. ジ・ワン・ピース・パズル - The One Piece Puzzle – 5:52
6. ア・ベリィフル・オブ・エンプティネス - A Bellyful of Emptiness – 4:57
7. ア・ドッグ・イン・ザ・メインジャー - A Dog in the Manger – 6:10
8. ガマディオン・シード - Gammadion Seed – 5:26
9. ウーム・オブ・ザ・ワーム - Womb of the Worm – 6:56
10. ザ・トゥルース・ファミン - The Truth Famine – 4:30

### 日本盤CD (VICP-5365)ボーナス・トラック
1. ブラザーズ・ビニース・ザ・スキン - Brothers Beneath the Skin – 3:47

### アメリカ盤CD (N 0239-2UX)ボーナス・トラック
1. Emerald – 3:34
  - 作詞・作曲：フィル・ライノット、スコット・ゴーハム、ブライアン・ロバートソン、ブライアン・ダウニー
2. A Room Next Door – 4:51
3. When All Else Fails – 4:19

### 2017年リマスターCD (NOISECD037)ボーナス・トラック
下記3曲は、1994年発売のドイツ限定盤に付属していたシングルCDにも収録されていた。
1. Brothers Beneath the Skin – 3:47
2. Widdershing Jig (Live) – 3:35
3. Cradle Will Fall (Live) – 6:44

## 参加ミュージシャン
- マーティン・ウォルキーア - ボーカル
- スティーヴ・ラムゼイ - リードギター、12弦ギター、バッキング・ボーカル
- デイヴ・ピュー - リードギター
- キャス・ハウエル - ヴァイオリン、キーボード、バッキング・ボーカル
- グレアム・イングリッシュ - ベース、バッキング・ボーカル
- キース・バクスター - ドラムス

アディショナル・ミュージシャン
- クレイグ・ドッズ - アディショナル・ボーカル、バッキング・ボーカル
- トニー・ブレイ - アディショナル・ボーカル
- テレサ・フィアリス - アディショナル・ボーカル
- ケヴィン・リドリー - バッキング・ボーカル
- マーク・ドッズ - バッキング・ボーカル
- アレックス・マーティン - バッキング・ボーカル
- スティーヴ・チャーリー - バッキング・ボーカル